# Muscle auriculaire postérieur
Le muscle auriculaire postérieur est un un muscle extrinsèque de l'oreille situé derrière le pavillon de l'oreille.

## Description

### Origine
Le muscle auriculaire postérieur nait de la partie mastoïde de l'os temporal

### Trajet
En deux ou trois faisceaux, le muscle auriculaire postérieur se dirige vers l'avant.

### Terminaison
Le muscle auriculaire postérieur se termine sur la surface crânienne du pavillon de l'oreille.

## Innervation
Le muscle auriculaire postérieur est innervé par le nerf auriculaire postérieur, une branche du nerf facial (VII),.

## Vascularisation
Le muscle auriculaire postérieur est irrigué par des branches de l'artère auriculaire postérieure, qui se prolongent profondément dans le muscle.
Il est drainé par la veine auriculaire postérieure qui accompagne l'artère.

## Action
Le muscle auriculaire postérieur tire le pavillon de l'oreille vers l'arrière. Cet effet est généralement très léger, bien que certaines personnes puissent remuer les oreilles en raison d'un mouvement musculaire plus important.

### Réflexe post-auriculaire
Le réflexe post-auriculaire ou réflexe de Preyer (rotation rapide du pavillon auriculaire chez certains animaux en réponse à des sons soudains et relativement forts, première fois décrite en 1882 chez le cochon d'Inde par le physiologiste Preyer) est une réponse musculaire vestigiale chez l'homme qui agit pour tirer l'oreille vers le haut et vers l'arrière. La recherche suggère que les circuits neuronaux pour l'orientation du pavillon de l'oreille ont survécu dans un état vestigial pendant plus de 25 millions d'années.

## Aspect clinique
Si le muscle auriculaire postérieur s'insère dans une partie inhabituelle du pavillon de l'oreille, cela peut provoquer des oreilles décollées .